# Випікання (вуглехімія)
Випікання (англ. baking) — у вуглехімії — технологічний процес, в якому вуглисті зв'язуючі, звичайно кам'яновугільний смоляний пек або нафтовий пек як частина сформованої вугільної суміші, перетворюється у вуглець, даючи при повільному нагріванні тверде вуглецеве тіло.
Кінцева температура випікання, залежно від сорту вугілля, витримується в межах 1100—1500 К.